# Аморозо, Гаэтано
Гаэта́но Аморо́зо (итал. Gaetano Amoroso; 3 ноября 1893 — 6 апреля 1975) — итальянский военачальник, участник нескольких войн, включая Первую и Вторую мировые войны. Кавалер высшей награды Италии за подвиг на поле боя — золотой медали «За воинскую доблесть» (1939).

## Биография
Родился 3 ноября 1893 года в коммуне Роккалумера, Королевство Италия.
Участник первой мировой войны с февраля 1914 года. Лейтенант Гаэтано Аморозо служил в 76-м пехотном полку, был ранен. Затем назначен в 402-й пулемётный взвод 255-го пехотного полка. В 1915 году награждён крестом «За воинскую доблесть». В 1916 году повышен до лейтенанта регулярной армии (итал. Tenente in s.p.e. (servizio permanente effettivo)), а в 1918 году присвоено звание капитана. В 1918 году за битву при Пьяве награждён двумя бронзовыми медалями «За воинскую доблесть».
С 1919 по 1923 год служил в альпийских войсках (3-й и 6-й альпийские полки).
В 1935—1936 годах майор Гаэтано Аморозо в составе 3-го пехотного полка 29-й пехотной дивизии «Пелоритана» принимал участие во второй итало-эфиопской войне.
В 1938 году в должности командира 1-го специального миномётного батальона ударной дивизии «Литторио» (итал. Divisione d'Assalto "Littorio") принимал участие в гражданской войне в Испании. Был несколько раз ранен. По представлению генерала Gervasio Bitossi в начале 1939 года за бои в Испании награждён золотой медалью «За воинскую доблесть».

Доблестный боец Первой мировой войны и доброволец на полях Эфиопии и Испании всегда отличался редким мастерством и исключительным мужеством. В кровопролитном сражении за город, во главе своего батальона многократно побеждал жестокого и упорного противника. Во время боя, продолжавшегося около трёх часов, был пять раз ранен в ноги, но не покинул поле боя и продолжал руководить батальоном, воодушевляя бойцов словом и собственным примером. Шестое ранение оказалось тяжёлым, но он по-прежнему отказывался от эвакуации до тех пор, пока не вмешался лично его командир. Презирая сильную боль, с завидной стойкостью, сетовал лишь на то, что ему пришлось отказаться от борьбы в тот момент, когда победа уже была совсем близко.
Испания: Жирона — Бадалона — Тордера, 26 января-2 февраля 1939.
Оригинальный текст (итал.)Valoroso combattente della grande guerra, volontario nella campagna etiopica e di Spagna, si distinse sempre per rara bravura ed eccezionale ardimento. In cruenta lotta per la conquista di un abitato, offertosi volontario, alla testa del suo battaglione arditi, sbaragliò più volte l’agguerrito e tenace nemico. Durante circa tre ore di asperrima lotta, colpito successivamente cinque volte agli arti inferiori non abbandonava il suo posto, continuando impavido e sereno a combattere, guidare l’azione e infiammare i suoi legionari con l’esempio e con la parola. Colpito una sesta volta e gravemente, rifiutava ancora il ricovero in luogo di cura, che accettava soltanto dopo il personale intervento del suo generale comandante. Sprezzante di ogni dolore, in gravissimo stato, con mirabile forza d’animo, deplorava soltanto di dover abbandonare la lotta allorché sicura e luminosa già si delineava la completa vittoria legionaria e fascista.

O.M.S.: Gerona-Badalona-Tortera, 26 gennaio – 2 febbraio 1939
— Из представления к награде
Из-за перенесённых ранений был направлен на госпитальное судно «Gradisca», а затем в военный госпиталь в Рим. Через несколько месяцев лечения он снова смог ходить, поначалу на костылях, затем с тростью, и полностью восстановился. В июне 1939 года присвоено воинское звание «подполковник».
С началом Второй мировой войны подполковник Гаэтано Аморозо назначен в 33-й танковый полк 133-й танковой дивизии «Литторио» (Парма). После скоротечной кампании в Югославии, дивизия была переброшена в Северную Африку. Там в феврале 1942 года принял командование 12-м полком берсальеров (итал. 12° reggimento bersaglieri) и через несколько месяцев был повышен до полковника. 2 ноября 1942 года во время второго сражения при Эль-Аламейне его полк был разбит, а сам он попал в плен. После трёх лет пребывания в плену в Индии, вернулся домой. В ноябре 1949 году отправлен в запас. В 1951 году повышен до бригадного генерала, в 1963 году — генерал-лейтенант.
Жил в Риме. Умер 6 апреля 1975 года. Похоронен на кладбище в Санта-Тереза-ди-Рива.

## Награды
- Золотая медаль «За воинскую доблесть» (1939)
- две бронзовые медали «За воинскую доблесть» (1918, 1918)
- Крест «За воинскую доблесть» (1915)

## Труды
- Gaetano Amoroso. Принцип массы = Il principio della massa / E. Schioppo. — Torino, 1931.
- Gaetano Amoroso. Миномёты и волки в Каталонии = Mortai e Lupi in Catalogna / Lorenzo Rattero. — Torino, 1941.

## Семья
Сын — Санти Аморозо (род. 1925), итальянский поэт.